# Euxoa squalida
Euxoa squalida là một loài bướm đêm trong họ Noctuidae.